# براتنال (اوهایو)
براتنال (به انگلیسی: Bratenahl) یک روستا در ایالات متحده آمریکا است که در شهرستان کویاهوگا، اوهایو واقع شده‌است. براتنال ۴٫۱۴ کیلومتر مربع مساحت و ۱٬۱۹۷ نفر جمعیت دارد و ۱۸۷ متر بالاتر از سطح دریا واقع شده‌است.